# Rollers of the Realm
Rollers of the Realm — аркада з елементами RPG, дії якої розгортається в середньовічному світі давньої й темної магії. Битви відбуваються на столах для пінбола, а гравці повинні використовувати ядра, магію та іншу зброю, щоб знищувати супротивників.

## Сприйняття
Відеогра отримала змішані відгуки від оглядачів і гравців. Так, на вебсайті-агрегаторі «Metacritic» версія відеогри для PlayStation 4 отримала середню оцінку 75 балів зі 100 можливих на основі 4 оглядів від оглядачів та 7 балів з 10 від пересічних гравців на основі близько 25 дописів, PlayStation Vita — 52 зі 100 на основі 4 оглядів, персональних комп'ютерів — 68 на основі 19 оглядів. На вебсайті-агрегаторі «OpenCritic» відеогра отримала 71 бал зі 100 можливих від оглядачів на основі 26 оглядів, 35 % з яких радять відеогру до придбання. Відгуки від гравців на платформі «Steam» є «дуже схвальними»: серед близько трьох сотень рецензій, що лишили користувачі сервісу, 91 % є позитивними.